# Can Gironès (Santa Coloma de Farners)
Can Gironès és una obra eclèctica de Santa Coloma de Farners (Selva) inclosa a l'Inventari del Patrimoni Arquitectònic de Catalunya.

## Descripció
És un edifici de tres plantes, eclèctic, d'inspiració renaixentista, i tendència neogòticista. A la façana, la planta baixa té tres portes, una d'elles convertida en finestra, amb arc rebaixat, mentre que les obertures de les plantes superiors són rectangulars, amb ornamentació al seu voltant, guardapols i trancaaigües. Cada finestra té un balcó sostingut per mènsules, tres al primer pis i dos al segon. El balcó central és més gran i sobresurt, té dues columnes als brancals amb els seus capitells. Per damunt d'aquest balcó, al pis superior es disposa una galeria amb tres obertures entre pilastres.

## Història
Segons l'antiga fitxa del Servei de Patrimoni Arquitectònic de la Generalitat de Catalunya, l'any 1982, a la planta baixa d'aquest edifici hi havia una botiga de canonades.